# Saison 3 de Drag Race Philippines
La troisième saison de Drag Race Philippines est diffusée pour la première fois à partir du 7 août 2024 sur HBO Go aux Philippines et WOW Presents Plus à l'international.
En juillet 2023, l’émission est renouvelée pour sa troisième saison. Le casting est composé de onze candidates et est annoncé le 11 juillet 2024.
La gagnante de la saison reçoit un an d'approvisionnement de maquillage chez Anastasia Beverly Hills et 1 000 000 pesos philippins.
La gagnante de la saison est Maxie, avec Khianna comme seconde.

## Candidates
Les candidates de la troisième saison de Drag Race Philippines sont :
(Les noms et âges donnés sont ceux annoncés au moment de la compétition.)
| Candidate      | Âge | Résidence                              | Classement        |
| -------------- | --- | -------------------------------------- | ----------------- |
| Maxie          | 24  | Manille, Grand Manille                 | Gagnante          |
| Khianna        | 22  | Cagayan de Oro, Misamis oriental       | Seconde           |
| Angel          | 23  | Manille, Grand Manille                 | 3e place 4e place |
| Tita Baby      | 46  | Marikina, Grand Manille                | 3e place 4e place |
| Zymba Ding     | 22  | Caloocan, Grand Manille                | 5e place          |
| Myx Chanel     | 27  | Marikina, Grand Manille                | 6e place          |
| Popstar Bench  | 26  | Manille, Grand Manille                 | 7e place          |
| John Fedellaga | 33  | San Francisco, Californie (États-Unis) | 8e place          |
| J Quinn        | 25  | Caloocan, Grand Manille                | 9e place          |
| Yudipota       | 27  | Bacolod, Negros occidental             | 10e place         |
| Versex         | 25  | Manille, Grand Manille                 | 11e place         |

1. ↑  Yudipota a abandonné la compétition.

## Progression des candidates
|            |                | Épisode | Épisode | Épisode | Épisode | Épisode | Épisode | Épisode | Épisode | Épisode | Épisode        |
| 1          | 2              | 3       | 4       | 5       | 6       | 7       | 8       | 9       | 10      |         |                |
| ---------- | -------------- | ------- | ------- | ------- | ------- | ------- | ------- | ------- | ------- | ------- | -------------- |
| Candidates | Maxie          | HIGH    | SAFE    | WIN     | WIN     | SAFE    | SAFE    | WIN     | SAFE    | HIGH    | GAGNANTE       |
| Candidates | Khianna        | WIN     | HIGH    | HIGH    | HIGH    | SAFE    | SAFE    | BTM2    | SAFE    | HIGH    | SECONDE        |
| Candidates | Angel          | SAFE    | BTM2    | SAFE    | SAFE    | WIN     | LOW     | LOW     | SAFE    | WIN     | ÉLIMINÉE       |
| Candidates | Tita Baby      | HIGH    | BTM2    | SAFE    | SAFE    | HIGH    | HIGH    | SAFE    | SAFE    | BTM2    | ÉLIMINÉE       |
| Candidates | Zymba Ding     | TOP2    | SAFE    | SAFE    | SAFE    | BTM2    | WIN     | HIGH    | SAFE    | ELIM    | INVITÉE        |
| Candidates | Myx Chanel     | HIGH    | WIN     | BTM2    | LOW     | LOW     | HIGH    | SAFE    | ELIM    | INVITÉE | INVITÉE        |
| Candidates | Popstar Bench  | SAFE    | SAFE    | HIGH    | SAFE    | SAFE    | BTM2    | ELIM    |         | INVITÉE | INVITÉE        |
| Candidates | John Fedellaga | SAFE    | SAFE    | HIGH    | HIGH    | HIGH    | ELIM    |         |         | INVITÉE | INVITÉE        |
| Candidates | J Quinn        | SAFE    | SAFE    | LOW     | BTM2    | ELIM    |         |         |         | INVITÉE | INVITÉE        |
| Candidates | Yudipota       | HIGH    | HIGH    | SAFE    | QUIT    |         |         |         |         | INVITÉE | INVITÉE        |
| Candidates | Versex         | SAFE    | LOW     | ELIM    |         |         |         |         |         | INVITÉE | MISS SYMPATHIE |

 La candidate a gagné Drag Race Philippines.
 La candidate est arrivée seconde.
 La candidate a été éliminée lors de la finale.
 La candidate a été élue Miss Sympathie.
 La candidate a gagné le maxi défi de la semaine.
 La candidate a été déclarée meilleure candidate de l'épisode mais a perdu le lip-sync.
 La candidate a reçu des critiques positives des juges et a été déclarée sauve.
 La candidate a été déclarée sauve.
 La candidate a gardé sa place dans la compétition lors du Lip Sync Lalaparuza Smackdown.
 La candidate a été déclarée sauve par ses rivales lors du Lip Sync Lalaparuza Smackdown.
 La candidate a reçu des critiques négatives des juges mais a été déclarée sauve.
 La candidate a été en danger d'élimination.
 La candidate a été éliminée.
 La candidate a abandonné la compétition.

## Lip-syncs
| Épisode | Candidate      | vs. | Candidate     | Chanson           | Artiste                             | Gagnante           |
| ------- | -------------- | --- | ------------- | ----------------- | ----------------------------------- | ------------------ |
| 1       | Khianna        | vs. | Zymba Ding    | Puede Ba          | Maymay Entrata                      | Khianna            |
| Épisode | Candidate      | vs. | Candidate     | Chanson           | Artiste                             | Candidate éliminée |
| 2       | Angel          | vs. | Tita Baby     | Nosi Balasi       | Sampaguita                          | Aucune             |
| 3       | Myx Chanel     | vs. | Versex        | Miss Manila       | Angeline Quinto                     | Versex             |
| 4       | J Quinn        | vs. | Yudipota      | Wag Kang Pabebe   | Vice Ganda                          | Yudipota           |
| 5       | J Quinn        | vs. | Zymba Ding    | Geronimo          | RuPaul                              | J Quinn            |
| 6       | John Fedellaga | vs. | Popstar Bench | Dadalhin          | Regine Velasquez                    | John Fedellaga     |
| 7       | Khianna        | vs. | Popstar Bench | Get Your Rebel On | RuPaul                              | Popstar Bench      |
| Épisode | Candidate      | vs. | Candidate     | Chanson           | Artiste                             | Gagnante           |
| 8       | Myx Chanel     | vs. | Tita Baby     | Adrenaline        | RuPaul                              | Tita Baby          |
| 8       | Angel          | vs. | Khianna       | Loka Loka         | Queen Manica Money                  | Angel              |
| 8       | Maxie          | vs. | Zymba Ding    | Hush              | Yassi Pressman et Nadine Lustre     | Maxie              |
| Épisode | Candidate      | vs. | Candidate     | Chanson           | Artiste                             | Candidate éliminée |
| 8       | Myx Chanel     | vs. | Zymba Ding    | Ligaw tingin      | Leah Navarro                        | Myx Chanel         |
| 9       | Tita Baby      | vs. | Zymba Ding    | Isa Pang Araw     | Sarah Geronimo                      | Zymba Ding         |
| Épisode | Candidate      | vs. | Candidate     | Chanson           | Artiste                             | Gagnante           |
| 10      | Khianna        | vs. | Maxie         | Lipad ng Pangarap | Angeline Quinto et Regine Velasquez | Maxie              |

 La candidate a gagné le lip-sync et la saison.
 La candidate a gagné le lip-sync et est déclarée gagnante de la semaine.
 La candidate a remporté le premier round du Lip Sync Lalaparuza Smackdown.
 La candidate a été éliminée après sa première fois en danger d'élimination.
 La candidate a été éliminée après sa deuxième fois en danger d'élimination.
 La candidate a été éliminée après sa troisème fois en danger d'élimination.
 La candidate a abandonné la compétition.

## Juges invités
Cités par ordre d’apparition :
- Jolina Magdangal-Escueta, chanteuse philippine ;
- R'Bonney Gabriel, Miss Univers 2022;
- Angeline Quinto, chanteuse et actrice philippine ;
- Melai Cantiveros, actrice et comédienne philippine ;
- Kyle Echarri, acteur et chanteur philippin ;
- Precious Paula Nicole, drag queen philippine ;
- Sharon Cuneta, actrice et chanteuse philippine ;
- Janella Salvador, actrice et chanteuse philippine.